# 湟源革命烈士纪念塔
革命烈士纪念塔，位于中国青海省湟源县人民公园内，为湟源县县级文物保护单位，公布日期为2000年10月18日，类型为近现代重要史迹及代表性建筑。革命烈士纪念塔建于1951年。